# ۱۱۰۰ (میلادی)
۱۱۰۰ (میلادی) هزارو صدمین سال تقویم میلادی است.

## درگذشتگان
- ۲ اوت - ویلیام دوم، پادشاه انگلستان (ت. ۱۰۵۶)

‎